# Bertram Grassby
Bertram Grassby (Lincolnshire, 23 dicembre 1880 – Scottsdale, 7 dicembre 1953) è stato un attore inglese che lavorò a Hollywood all'epoca del muto.
Nei primi anni del Novecento, il suo nome appare nel cartellone di alcuni spettacoli di Broadway. Era sposato con l'attrice Gerard Alexander.

## Filmografia
- His Father's Rifle, regia di Edward LeSaint - cortometraggio (1915)
- The Coyote, regia di Guy Oliver - cortometraggio (1915)
- The Circular Staircase, regia di Edward LeSaint (1915)
- The Bridge of Time, regia di Frank Beal - cortometraggio (1915)
- The New Adventures of Terence O'Rourke, regia di Otis Turner (1915)
- When a Queen Loved O'Rourke, regia di Otis Turner - cortometraggio (1915)
- Gilded Youth, regia di Rupert Julian - cortometraggio (1915)
- The Road to Paradise, regia di Otis Turner - cortometraggio (1915)
- Langdon's Legacy, regia di Otis Turner (1916)
- John Pellet's Dream, regia di Rupert Julian - cortometraggio (1916)
- The Moral Law, regia di Bertram Bracken (1918)
- Il romanzo della Valle Felice (A Romance of Happy Valley), regia di David Wark Griffith (1919)
- What Every Woman Wants, regia di Jesse D. Hampton (1919)
- La diva del tabarin (The Delicious Little Devil), regia di Robert Z. Leonard (1919)
- Upstairs and Down, regia di Charles Giblyn (1919)
- Cowardice Court, regia di William C. Dowlan (1919)
- Fools and Their Money, regia di Herbert Blaché (1919)
- Yvonne from Paris, regia di Emmett J. Flynn (1919)
- The Gray Horizon, regia di William Worthington (1919)
- The Illustrious Prince, regia di William Worthington (1919)
- La figlia del lupo solitario (The Lone Wolf's Daughter), regia di William P.S. Earle (1919)
- Dangerous Days, regia di Reginald Barker (1920)
- The Inferior Sex, regia di Joseph Henabery (1920)
- La donna e il burattino (The Woman and the Puppet), regia di Reginald Barker (1920)
- For the Soul of Rafael, regia di Harry Garson (1920)
- The Week-End, regia di George L. Cox (1920)
- The Fighting Chance, regia di Charles Maigne (1920)
- Mid-Channel, regia di Harry Garson (1920)
- Hold Your Horses, regia di E. Mason Hopper (1921)
- Hush, regia di Harry Garson (1921)
- Straight from Paris, regia di Harry Garson (1921)
- Serenata (Serenade), regia di Raoul Walsh (1921)
- Her Social Value, regia di Jerome Storm (1921)
- A Parisian Scandal, regia di George L. Cox (1921)
- Fifty Candles, regia di Irvin Willat (1921)
- Shattered Dreams, regia di Paul Scardon (1922)
- Sleepwalker, regia di Edward J. Le Saint (1922)
- Golden Dreams
- For the Defense, regia di Paul Powell (1922)
- Borderland, regia di Paul Powell (1922)
- Il giovane Rajah (The Young Rajah), regia di Phil Rosen (1922)
- Drums of Fate, regia di Charles Maigne (1923)
- The Prisoner, regia di Jack Conway (1923)
- Fra gli artigli della tigre (The Tiger's Claw), regia di Joseph Henabery (1923)
- The Dancer of the Nile, regia di William P.S. Earle (1923)
- Pioneer Trails, regia di David Smith (1923)
- The Man from Brodney's, regia di David Smith (1923)
- The Heart Bandit, regia di Oscar Apfel (1924)
- The Shadow of the East, regia di George Archainbaud (1924)
- One Law for the Woman, regia di Dell Henderson (1924)
- The Midnight Express, regia di George W. Hill (1924)
- Fools in the Dark, regia di Alfred Santell (1924)
- Captain Blood, regia di David Smith (1924)
- La sua ora (His Hour), regia di King Vidor (1924)
- The Girl on the Stairs, regia di William Worthington (1925)
- She Wolves, regia di Maurice Elvey (1925)
- Havoc, regia di Rowland V. Lee (1925)
- Made for Love, regia di Paul Sloane (1926)
- The Beautiful Cheat, regia di Edward Sloman (1926)
- The Taxi Mystery, regia di Fred Windemere (1926)
- When a Man Loves, regia di Alan Crosland (1927)
- The Beloved Rogue